# Maravilha (Alagoas)
Maravilha is een gemeente in de Braziliaanse deelstaat Alagoas. De gemeente telt 10.110 inwoners (schatting 2009).